# Aaron Liberman
 (mars 2021).
Si vous disposez d'ouvrages ou d'articles de référence ou si vous connaissez des sites web de qualité traitant du thème abordé ici, merci de compléter l'article en donnant les références utiles à sa vérifiabilité et en les liant à la section « Notes et références ».
Pour les articles homonymes, voir Liberman.
Aaron Samuel Liberman ou Aaron Shmuel Liberman, né en 1845 à Lunna en Biélorussie et mort en 1880 à Syracuse dans l'État de New York (États-Unis), est un des premiers socialistes juifs, au XIXe siècle, un précurseur du Bund.

## Biographie

### Un membre du cercle révolutionnaire de Vilnius
Aaron Liberman est né en Lituanie. Son père était un érudit religieux et un écrivain hébreu reconnu.
Il obtient un diplôme d'enseignant à Vilnius en 1867 et fait ensuite un court séjour à l'institut technologique de Saint-Pétersbourg.
De retour à Vilnius, il adhère en 1872 au cercle révolutionnaire juif de la ville, alors fort influencé par le populisme russe. Ce groupe est découvert par la police tsariste et démantelé. Liberman réussit à fuir.

### En exil
Aaron Liberman se réfugie à Londres et contact le groupe qui édite Vperiod (En avant), journal qui traite des problèmes de la Russie. il y est engagé comme typographe. Il rédige aussi des articles sur la misère des ouvriers russes vivant dans la Zone de résidence. Il décrit ainsi le combat des tisserands juifs, allemands et polonais de Bialystok, qui, en 1877-1878, au nombre de 15 000 menèrent des grèves qui ressemblaient davantage à des soulèvements populaires.
Il crée l'Association des socialistes juifs de Londres, composé d'étudiants et d'ouvriers. Il y donne des conférences en yiddish. En effet, il parle le russe, l'hébreu et le yiddish, mais pour lui, le travail révolutionnaire doit de faire dans la langue populaire, celle parlée par les ouvriers juifs : le yiddish.
Politiquement, il se désolidarise, dans un  article publié par Vperiod, de l'intelligentsia juive assimilatrice et insiste sur les nécessités d'organiser spécifiquement la classe ouvrière juive.

### D'arrestations en arrestations
Son groupe se dissout en 1877. Aaron Liberman se rend alors à Vienne où il fait paraître un journal mensuel Ha Emet (La Vérité). Les premiers numéros parviennent à passer en Russie, jusqu'au no 3 qui est saisi par la police tsariste. Aaron Liberman est arrêté par la police austro-hongroise et expulsé vers l'Allemagne. Il est ensuite expulsé d'Allemagne et regagne le Royaume-Uni. Menacé d'arrestation en Grande-Bretagne, il gagne les États-Unis, en 1880.
Il se serait suicidé quelque temps après son arrivée aux États-Unis, à la suite d'une passion amoureuse. Sa tombe, ornée d'un buste, se trouve depuis 1934 au Workmen's Circle Mount Carmel Cemetery, Glendale, dans le Queens.
Une vingtaine d'années après, en 1897, les cercles révolutionnaires juifs qu'il a contribué à fonder se rassemblent dans le Bund qui adhère à la Seconde Internationale.